# 소드 걸스
소드 걸스(Sword Girls)는 제오닉스가 제작하고 배급하는 대한민국의 온라인 웹 CCG(Collectable Card Game)이다. 이용 등급은 15세 이상이다. 이를 기반으로하는 만화, 라이트 노벨이 있다.

## 개요
제오닉스에서 2011년 1월에 공식적으로 공개된 온라인 웹 게임으로 총 프로듀싱 담당은 슈미드디바를 런칭 한 경력이 있는 이재호 PD, 메인 일러스트 SALT 외 외주 약 20인, 그 외 개발진 3명 내외의 소규모 단위의 팀에서 제작되었다. 자사의 판타지 마스터와 슈미드디바가 안정적인 운영은 유지됐지만 신규 유입에는 한계가 있었다며 이를 보완할 수 있는 신작을 개발하였다. 개발에서 신경을 많이 쓴 부분은 플래시 기반 웹게임으로 만들어 접근성을 극대화 하며 미적인 일러스트를 사용하여 마니아들을 모을 수 있도록 하였다. 타 TCG에서 자주 사용되는 대지나 마나, 또는 기타 개념을 배제하여 진입 장벽을 낮추는 한편 전략성을 낮추는 대신 사람과의 대전에서 벗어나 AI와의 대전, 던전 탐험을 통한 스토리 진행 등 다양성을 추구하는 방식으로 기획 되었다. 2011년에 1차 CBT를 실시하고 같은 해 3월 22일부터 오픈 베타를 실시하였으며 2011년 4월 1일에 정식 서비스를 실시하였다. CBT 당시 제오닉스 자체 기준 심의 판단은 15세 이상으로 책정되었으며 이후 게임물등급위원회의 공식 등급에서도 15세 이상으로 판정되었다.

## 세계관
세계는 몇 개의 나라로 구성되어있다. 북쪽의 대제국 레이지온, 제국과 인접한 연합국, 그리고 제국과는 연합국을 사이에 두고있는 크룩스 교국으로 분리되어있다. 이 국가간의 교류는 대제국의 패쇄적인 정책에 의하여 단절시켰으며 이는 문화적 교류만이 아닌 제국에 속해있는 미지의땅에 대한 연구마저 중단하게 되었다.
어느날 대륙의 각지에 있는 유적에서 몬스터들이 등장하였는데 이 몬스터들은 과거부터 대륙에 살고있던 몬스터와는 달리 난폭한 성정을 가지고 주민들을 무차별적으로 공격하기 시작했다. 공포에 떨던 연합국을 도와 몬스터들을 제압한건 크룩스 교국으로 당시 크룩스 교국 크룩스 기사단 단원이던 제이나 프리벤터는 탈렌티움으로 만든 검을 이용하여 수많은 몬스터들을 해치우며 대륙의 영웅으로 떠오르게 된다. 이 몬스터 토벌로 인하여 크룩스 교국의 정치적 입지가 높아졌으며 제이나 프리벤터는 10대에 크룩스 기사단장의 자리에 오른다.
이 시점을 기준으로 제이나 프리벤터가 사용한 탈렌티움이라는 금속에 대한 관심이 집중된다. 이 탈렌티움은 몬스터가 나타나는 미지의 균열 주변에서 발견되는 무른 금속으로 강한 열을 가하면 경화되어 재련이 용이하며 경도가 다른 금속에 비해 월등히 우수하여 실용적인 가치가 높다. 이러한 가치 외에도 특수한 능력이 있는데, 사용자의 영적 능력을 각성 시켜주는 능력과 영체를 흡수하고 지배할 수 있는 능력이 있다.
그러나 이 탈렌티움을 아무나 사용할 수 있는 건 아니다.탈렌티움에 의해 각성되는 사람은 여성뿐이라는 연구결과가 밝혀졌고 그 이후에 연합국의 각 세력은 탈렌티움 적성자를 발굴하고 양성하기 시작했다. 탈렌티움 적성자들의 수가 늘어나면서 사람들은 학교 졸업생들의 취업률을 명문 학교의 기준으로 삼게 되고 학교는 이에 맞춰서 학생들의 대외적 실적 쌓기를 장려하게 된다. 자신의 실적을 쌓는 가장 확실한 방법은 몬스터의 포획으로 각 학교는 포획실적을 위하여 마법사들과 능력자들을 몬스터가 나타나는 장소로 보내기 시작했다. 이에 따라 포획지정 관리국이 설립되고 헌터라는 직업을 겸업하는 학생의 수가 늘어나며 학교 간의 경쟁이 표면적으로 드러나게되며 학생, 학교간의 라이벌 의식이 심화되었다.

## 게임 룰

### 카드

#### 종류
캐릭터캐릭터는 게임의 중심이 되는 카드로 소속, 라이프 그리고 고유의 능력을 가진다.
스펠필드에 소환하여 가지고 있는 특수 효과를 발동시키는 1회성 카드이다.
추종자필드에 소환하여 상대의 추종자와 직접 전투를 하는 카드로 공격력, 방어력, 체력을 가진다.
재료캐릭터, 스펠, 추종자 또는 다른 재료 카드를 만드는 데 소요되는 카드이다.

#### 희귀도
커먼
언커먼
레어
더블레어
트리플레어
프라이즈
임페리얼
이벤트

### 덱의 구성
덱은 한 장의 캐릭터 카드와 30장의 추종자 또는 스펠 카드로 구성한다. 덱에 들어갈 수 있는 똑같은 카드의 수를 제한 매수라고 한다. 통상 3 장이나, 이보다 많거나 적을 수 있다.

### 승리 조건
게임에서 승리할 수 있는 경우는 다음과 같다.
- 상대방 캐릭터의 라이프를 0이 되는 경우.
- 상대반의 메인 페이즈 시작시에 덱의 카드가 0인 경우.
- 100턴째이고 양 플레이어 모두 라이프가 0이 아니고, 덱의 카드가 0장이 아닐때, 선공으로 게임을 시작한 경우.

### 전투의 순서

#### 턴의 개시
처음 시작시 특수 능력의 발동 순서를 결정하는 코인 토스를 실시한다. 코인 토스에서 승리한 플레어부터, 캐릭터의 능력→1번 슬롯 추종자→2번 슬롯 추종자→3번 슬롯 추종자→4번 슬롯 추종자→5번 슬롯 추종자의 순서로 턴의 시작때 발동하는 특수 능력이 발동한다. 그 후, 반대쪽 플레이어도 같은 순서로 특수 능력이 발동한다.

#### 메인 페이즈
이 페이즈의 시작에 덱의 카드가 0장인 플레이어는 게임에서 패한다. 그렇지 않을 경우 양 플레이어는 자신의 핸드에 5장의 카드가 있을 때까지 드로우 한다. 그 후 양 플레이어는 30초의 시간 동안, 필드에 있는 카드의 사이즈가 10을 넘지 않는 범위 내에서 핸드에 있는 카드를 빈 슬롯에 배치할 수 있다. 배치할 때에는 항상 가장 낮은 순서의 빈 슬롯부터 배치된다. 30초의 제한시간이 지나거나 두 플레이어 모두 Ready를 누르면 다음 페이즈로 넘어간다.

#### 배틀 페이즈
베틀 페이즈가 시작되면 코인 토스를 통하여 선공과 후공이 정해진다. 선공인 플레이어부터 한 차례씩 필드에 있는 활성화된 스펠이 발동하거나 또는 추종자가 행동한다. 어떤 플레이어의 활성화된 스펠과 활성화된 스펠이 있을 경우 항상 활성화된 스펠이 발동한다. 이 규칙을 따르는 한, 스펠이나 추종자를 선택하는 순서는 무작위다.
스펠이 발동하면 스펠이 지시하는 행동을 하고 그 스펠은 무덤으로 이동한다. 추종자의 행동은 상대방의 필드에 추종자 여부에 따라 다르다. 상대방의 필드에 추종자가 없는 경우에는, 캐릭터를 직접 공격하여 추종자의 사이즈 만큼 라이프를 깎아내리게 된다.
상대방의 추종자가 있는 경우에는 그 중 하나를 무작위로 고른다. 먼저 행동하는 추종자가 상대 추종자를 공격하며, 그 후 상대 추종자가 살아 있으면 행동하는 추종자에게 반격한다. 공격시에는 공격하는 추종자의 공격 특수 능력이 발동한 후, 상대 추종자의 방어 특수능력이 발동하고, 피해를 입힌다. 피해를 입히는 양은 "(공격 추종자의 공격력)-(방어 추종자의 방어력)"이다. 상대 추종자는 그만큼의 체력이 감소한다. 반격시에는 행동하는 추종자가 방어하는 입장이 되고 상대 추종자가 공격하는 입장이 되어 같은 진행을 한다.
어느 페이즈 중이든지 체력이 0 이하가 되는 추종자는 파괴되어 무덤에 가며, 그 사이즈만큼 캐릭터에게 피해를 준다. 어느 페이즈 중이든지 캐릭터의 라이프가 0 이하가 되는 경우 플레이어는 패한다.
모든 카드가 행동을 마치면 베틀 페이즈가 종료되고 턴의 개시로 넘어가게 된다.

## 인터페이스

### 던전(Dungeon)
이미 지정된 NPC들과의 전투를 할 수 있는 곳으로 Easy, Normal, Hard, Extra로 나뉘어있다. 던전의 추가는 새로운 에피소드와 같이 스토리 진행용으로 등장하며 난이도, 보상, 등장 NPC, 사용 카드가 각 던전마다 차별화되어있다.

### 파이트(Fight)
랜덤한 상대와 전투를 할 수 있다. 초기에는 Classic모드만 있었던것에 비해 현재는 EX모드와 Classic모드로 나뉘어 있다.
매칭은 덱포인트에 따라 결정되며, 그 구간은
1 ~100포인트 - 하계
101~300포인트 - 중계
301~700포인트 - 천계(천상계)
701~   - 은계로 나뉘어 있다.

### 샵(Shop)
부스터, 아이템 등 GP를 이용하여 구매할 수 있는 아이템을 살 수 있는 상점으로 갈 수 있다.

### 덱(Deck)
덱을 직접 수정할 수 있으며 가지고 있는 카드 일람을 볼 수 있다.

### 랩(Lab)
총 10개의 세분화된 커맨드를 실행할 수 있으며 카드 조합, 캐릭터 선물, 카드 훈련, 카드 강화, 지역 조사, 재료 교환, 코인 샵, 카드 변환,앨범 감상, 슬리브/코인 선택 등의 커멘드를 실행할 수 있다.

### 아레나(Arena)
연습 대전, 자동 대전, 래더 대전을 할 수 있다. 래더 대전은 매 달 마지막주에 열리며 래더 순위에 따라 보상을 받을 수 있다.

### 퀘스트(Quest)
매일 갱신되는 일일 퀘스트와 기초 퀘스트가 있으며 매일 갱신되는 일일퀘스트를 통하여 카드 조합 재료와 청색 코인을 입수할 수 있다.

### 코인샵(Coin Shop)
퀘스트에서 얻은 청색 코인으로 코인 전용 추종자나 스펠, 재료나 광석을 구매할 수 있다. 추종자나 스펠은 각각 요구하는 코인 개수가 다르며 청색 코인 10개로 황색 코인 1개를, 황색 10개로 적색 1개를 구매할 수 있다. 구매에 필요한 코인은 퀘스트뿐만 아니라 extra던전인 무스펠헤임이나 다른 세계의 문을 클리어하거나 1시간마다 지급되는 보상으로 얻을 수 있다.

## 소속
대륙의 대부분은 제국이 지배하고 있으며, 한쪽 구석에 비타 공화국, 로일 왕국, 크룩스 교국이 있다. 비타 공화국과 로일 왕국은 연합을 이루고 있어 연합국이라고 한다. 본래 제국이 대륙의 전부를 지배하고 있었고 연합국이 독립한 것은 얼마 되지 않았다고 한다. 이후에, 교회를 중심으로한 크룩스 교국이 연합국에서 독립하였다.

### 공립 비타 학교
시즌 1에서는 시타 빌로사를 중심으로 이야기가 진행되며 시즌2에서는 아스미스를 중심으로 이야기가 진행된다.
공립학교 카드의 특징으로는 방어나 전투를 하면서 추종자의 능력치를 강화하여 어드벤티지를 받는 스타일로 많은 추종자가 공격보단 방어나 체력 위주의 배치가 되어있으며 스펠 역시 공격력 증가 스펠의 수가 타 소속에 비하여 적다. 그러나 공립 특유의 언제나 평균적으로 건실한 효율을 기반으로 기복이 크지 않다는 장점을 가지고있다. 2011년 여름 공식 홈페이지에서 진행된 인기투표에서 최하위의 성적을 거두었다. 그러나 같은 해 가을에 이루어진 추종자 인기투표에서는 공립 소속의 선도부장 레이나 센트리버가 우승하였다. 국가명은 비타 공화국이다.

### 사립 로일 학원
시즌 1에서는 시니아 퍼시피카, 시즌 2에서는 리누스 팔코가 중심이 되는 소속이다. 사립학교 카드의 특징은 상대 추종자를 약하게 하거나 없애고 추종자 전투에서 우위를 점하는 것이다. 반면에, 뛰어난 성능을 가진 추종자의 수가 적다. 그러나 레어급 이상의 추종자들은 타 소속의 레어보다 뛰어나거나 더 좋은 효율을 가지기도 한다. 이를 기반으로 상대를 계속 불리하게 만들며 유리한 고지를 점할 수 있는 기반을 마련한다. 국가명은 로일 왕국이다.

### 크룩스 교국
시즌 1에서는 루티카 프리벤터, 시즌 2에서는 로제 퍼시피카를 중심으로 스토리가 진행된다.
시간이 갈수록 강력해지는 추종자를 기반으로 안정적인 승리를 가져간다. 다만 충분한 시간을 벌지 못 하거나 실수로 페이스를 잃어버리면 쉽게 밀리는 모습도 보인다. 국가명은 크룩스 교국이다.

### 다크 로어
시즌1에서는 아이리 플리나를, 시즌2에서는 헬레나 K. 싱크, 시즌3에서는 GS의 수령 쉰들러와 천리교의 선동가 L레드선이 중심이 되는 소속이다. 다크로어는 크룩스 교국에서 이분자로 규정된 자들 모두를 칭하는 단어로 흡혈귀, 마녀, GS와 천리교 등이다. 이들은 각각 별도의 세력으로 존재하지만 교국에 의해서 다크 로어로 통칭되고 있다.
다크로어 카드의 특징으로는 각종 디버프, 무덤을 이용하는 능력, 필드나 핸드를 비워서 발동하는 능력 등 타 진영과는 다른 다루기 힘든 테크닉들을 요구한다는 평가가 많다. 추종자의 강화, 상대 추종자의 약화 등 각종 버프/디버프가 다수 존재하며 고 코스트의 추종자가 타 소속에 비하여 강력한 소속으로 카드 배치와 선택에 따라서 극과 극의 결과가 나오는 소속이다. 고 코스트의 추종자가 원탑으로 각종 버프를 달고 나와도 저격을 통한 일격필살을 당하게 되면 캐릭터 라이프에 큰 타격을 입게 되는 경우가 많다.
다크로어의 시즌1 주인공인 아이리 플리나는 가장 인기가 많은 캐릭터로 2011년 7월 19일에 있었던 인기투표에서 가장 많은 표를 얻었다.

### 무소속
현자 이스프릿을 중심으로 둔 세력으로 현자 사무소와 관련된 스토리가 나오며, 소속이 애매한 인물은 대부분 무소속이다.

### 제국
제2황녀 하노벨을 중심으로 이어져 가는 스토리. 국가명은 레이지온이다.

## 스토리

### 시즌1[7]

#### EP01
연합국의 변경 베이커리 마을에서 일어난 유적습격 사건으로 인해 나타난 황혼의 늑대를 잡기 위해 시타, 베르니카, 시니아, 루티카는 변경유적으로 향하게 된다.

#### EP02
사립 로일학원에서 열린 마법학회에 초대받은 시타와 베르니카, 시니아와 루티카는 다시 만나게 된다. 마녀들의 계획에 의해 마더데몬의 마석이 도난당하고 이를 추적하던 시타일행은 마녀의 탑에서 아이리를 만나게된다.

#### EP03
제이나의 권유에 따라 크룩스 교국 기사단에 지원한 시타. 크룩스의 수호수가 살고있는 탑에서 그녀는 신성연구회의 객원연구원, 리니아를 만나 충격적인 사실을 듣게된다.

#### EP04
교국에서의 영향력을 손에넣기 위해 리니아는 제이나를 공략하기 시작한다. 제이나의 신임을 얻기위한 호문클루스의 제작. 흡혈귀에대한 적대적인 의견의 표출로 제이나의 신뢰를 얻게 된다. 한편 리니아의 말을 듣게 된 시타는 시니아의 검을 훔친 뒤 베르니카를 찾아 떠나게 되고. 실의에 빠져있던 시니아는 퍼시피카 가문의 중대한 비밀을 알게된다. 제이나에 의해 감옥에 수감된 루티카는 그녀의 친구인 연금술사 클라리스의 도움으로 탈옥하게 되고. 교국과 기사단에 대한 불신과 배신감으로 등을 돌리게 된다.

#### EP05
흡혈귀들의 땅을 토벌 하기로 결심한 제이나는 기사단을 이끌고 그림자의 계곡으로 향한다. 시타는 베르니카를 찾기위해 따라 나서고. 아이리는 자신의 실수를 되돌리기 위해 스스로의 손을 더럽히는 방법을 택했다. 퍼시피카 가문의 진실을 알게 된 시니아는 로제에게 상처를 준 리니아를 향한 복수심에 불타며 자신의 혈통에 숨겨진 힘을 각성하게 된다. 베르니카는 흡혈귀의 당주 루나 플리나를 쓰러트리고 새로운 당주에 오르게 된다.

#### EP06
비타학교에선 축제가 열렸다. 흡혈귀의 땅에서 시작된 소녀들의 싸움은, 그 끝을 향해 가고있었다. 한편, 교국에 침입한 GS단은 작전명 “밤이 온다!”로 본격적으로 행동을 개시하고 루티카 프리벤터는 GS단의 간부 첫 번째 별과 마주치게 된다.

#### EX01
퍼시피카 가문에서 운영하는 죽림향 내의 온천 죽림천으로 시타일행을 초대했다. 하지만 시니아의 펫 페니카는 그녀들을 마음에 들어하지 않았다. 루티카의 신체적 특징이 심하게 부자연스럽다는 말을 반복했다.

## 비판

### 선정성
게임 공개 당시부터 선정성에 관한 논란이 지속되고 있다. 소드 걸스는 게임물등급위원회에서 15세 이용가로 허가받았으나 자극적인 일러스트 외에도 선정적인 시나리오로로 인하여 15세 이용등급과는 맞지 않는다는 문제 제기를 받고있다. 현행 게임물등급위원회의 심의 규정에 의거하면 15세 이용가의 선정성 부분은 ‘여성의 가슴과 둔부가 묘사되나 선정적이지 않은 경우’로 명시되어있으나 모호한 심의 규정으로 인하여 이를 악용한 선정적인 일러스트를 게임상에서 사용한다고 비판을 듣고있다.
아동·청소년의 성보호에 관한 법률 개정안에 의해 2012년 11월 21일 일러스트레이터XIL가 대한민국을 떠난다고 선언하였다.

## 상품화

### 노벨라이즈
2012년 여름 출판을 목표로 노블엔진과 콜라보레이션을 통하여 소드걸스의 소설화가 진행 중이다. 스토리 작가는 노블엔진 라이트노벨 대상 수상경력이 있는 류세린 작가가 담당하며 삽화는 SALT작가로 소드걸스 메인 일러스트레이터 중 한 명이다.
<Dark Story in Sword Girls>는 게임 판타지 소설 집필 경력이 있는 Blasting 작가와 프리랜서 원화가로 알려진 세릴 작가가 참여한다고 밝혔다.
상기된 <Main Stroy>와 <Dark Story in Sword Girls>이외에도 <School Story in Sword Girls>(가칭)가 같이 전개되며 이후에 별도로 <Short Story in Sword Girls>가 진행될 예정이라고 발표되었다.

### 코미컬라이즈
소설화 발표가 있고 약 한달 뒤에 2012년 여름 출판을 목표로 코미컬라이즈 역시 공식적으로 발표되었다. 출판 담당은 서울문화사와 아이큐 점프에서 소설을 원작으로 동시에 진행시킨다고 밝혔다.
현재 소드걸스 온라인 만화판이 있다.

### 그 외
제오닉스 자체적으로 주문/판매하는 물품들이 정기적으로 게임 내 SHOP에 올라온다. 대표적으로는 일러스트북이나 수건,배게, 한정수량 머그컵 등 다양한 상품을 판매하며 수량에 제한을 두고있다.